# Ducele Louis de Württemberg

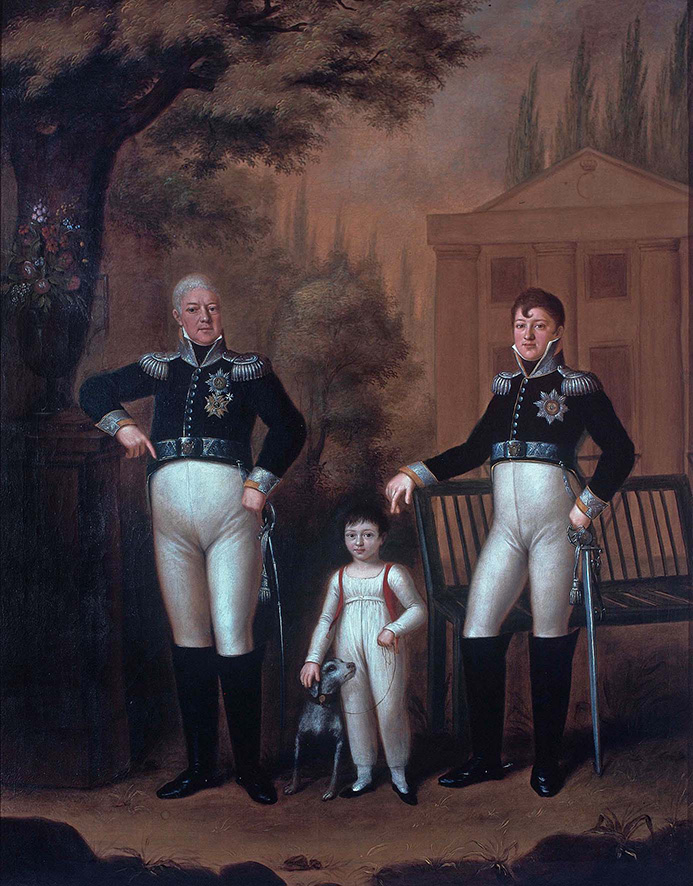
Louis de Württemberg　1800

Ducele Louis de Württemberg (Ludwig Friedrich Alexander; 30 august 1756 – 20 septembrie 1817) a fost al doilea fiu al lui Frederic al II-lea Eugene, Duce de Württemberg (1732-1797) și a soției acestuia, Sophia Dorothea de Brandenburg-Schwedt (1736-1798). Fratele său mai mare a fost Frederic I de Württemberg, primul rege de Württemberg iar sora sa mai mică a fost împărăteasa consort a Rusiei, Maria Feodorovna, a doua soție a țarului Pavel I al Rusiei. 

## Căsătorii și copii
La 28 octombrie 1784 s-a căsătorit cu Maria Czartoryska (1768-1854), fiica Prințului Adam Czartoryski și a soției acestuia, Isabella, Contesă Flemming.
Au avut un copil înainte de divorțul din 1793 (Maria a inițiat divorțul, la vestea de trădării lui din Polonia):
- Adam (16 ianuarie 1792 - 27 iulie 1847).

La 28 ianuarie 1797 Louis Frederic s-a recăsătorit cu Prințesa Henriette de Nassau, fiica Ducelui Karl Christian și a Prințesei Carolina de Orania-Nassau.

Cuplul a avut cinci copii:
- Maria Dorothea (1797-1855), căsătorită în 1819 cu Arhiducele Joseph, Palatin al Ungariei (1776-1847)
- Amalie Therese (1799-1848), căsătorită în 1817 cu Joseph, Duce de Saxa-Altenburg (1789-1868)
- Pauline Therese (1800-1873), căsătorită în 1820 cu verișorul ei primar William I de Wurttemberg
- Elisabeth Alexandrine (1802-1864), căsătorită în 1830 cu Prințul Wilhelm de Baden (1792-1859)
- Alexandru (1804-1885), care a fondat a doua ramură a Casei de Württemberg, cunoscută drept Casa de Teck.

El este strămoșul reginei Elisabeta a II-a a Regatului Unit, regelui Juan Carlos I al Spaniei și Charles Napoléon.